# إيلان-كولينوفسكي (مقاطعة فورونيج)
ييلان-كولينوفسكيي (بالروسية: Елань-Коленовский) هي مدينة في مقاطعة فورونيج أوبلاست في روسيا.
يبلغ عدد سكانها حوالي 3596 نسمة.